# Алчевська міська рада
Алче́вська міська́ ра́да — адміністративно-територіальна одиниця та орган місцевого самоврядування у складі Луганської області. Адміністративний центр — місто обласного значення Алчевськ.

## Загальні відомості
Алчевська міська рада утворена в 1932 році.
- Територія ради: 49,01 км²
- Населення ради: 110 294 особи (станом на 1 квітня 2014 року)[1]

## Населені пункти
Міській раді підпорядковані населені пункти:
- м. Алчевськ

## Склад ради
Рада складається з 60 депутатів та голови.
- Голова ради: Косюга Володимир Іванович
- Секретар ради: Чуниха Микола Ілліч

### Керівний склад попередніх скликань
| Прізвище, ім'я, по батькові | Основні відомості                                                       | Дата обрання | Дата звільнення |
| --------------------------- | ----------------------------------------------------------------------- | ------------ | --------------- |
| Чуб Володимир Євгенович     | Міський голова, 1956 року народження, освіта вища, безпартійний         | 26.03.2006   | 31.10.2010      |
| Чуб Володимир Євгенович     | Міський голова, 1956 року народження, освіта вища, член Партії регіонів | 31.10.2010   | 22.11.2012      |
| Косюга Володимир Іванович   | Міський голова, 1950 року народження, освіта вища, член Партії регіонів | 02.06.2013   |                 |

Примітка: таблиця складена за даними сайту Верховної Ради України

### Депутати
За результатами місцевих виборів 2010 року депутатами ради стали:

#### За суб'єктами висування
| Суб'єкт висування                        | Кількість обраних депутатів | %    |
| ---------------------------------------- | --------------------------- | ---- |
| Партія регіонів                          | 50                          | 83,3 |
| Комуністична партія України              | 5                           | 8,3  |
| Політична партія «Сильна Україна»        | 2                           | 3,3  |
| Прогресивна соціалістична партія України | 2                           | 3,3  |
| Політична партія «Фронт Змін»            | 1                           | 1,7  |

#### За округами
| № округу                                 | Прізвище, ім'я, по батькові        | Дата визнання обраним | Освіта  | Партійна приналежність                          | Відомості про обраного депутата |
| ---------------------------------------- | ---------------------------------- | --------------------- | ------- | ----------------------------------------------- | --- |
| Комуністична партія України              |                                    |                       |         |                                                 | |
| б/м                                      | Лещенко Ольга Калинівна            | 05.11.2010            | вища    | член Комуністичної партії України               | пенсіонер |
| б/м                                      | Бойко Микола Зельманович           | 05.11.2010            | вища    | член Комуністичної партії України               | ДонДТУ, доцент кафедри |
| б/м                                      | Астахова Олена Вікторівна          | 05.11.2010            | вища    | член Комуністичної партії України               | ВАТ АМК, електромонтер |
| б/м                                      | Майстренко Анатолій Вікторович     | 05.11.2010            | середня | член Комуністичної партії України               | пенсіонер |
| б/м                                      | Бебешко Олександр Миколайович      | 05.11.2010            | вища    | член Комуністичної партії України               | приватний підприємець |
| Партія регіонів                          |                                    |                       |         |                                                 | |
| б/м                                      | Коротецький Василь Петрович        | 05.11.2010            | вища    | член Партії регіонів                            | Медично-санітарна частина ВАТ "Алчевський металургійний комбінат", старший хірург відділення "Хірургія одного дня"                                                                 |
| б/м                                      | Мочонов Валерій Георгійович        | 05.11.2010            | вища    | член Партії регіонів                            | ТОВ "Східноукраїнська металургійна кампанія", заступник директора |
| б/м                                      | Балін Анатолій Іванович            | 05.11.2010            | вища    | член Партії регіонів                            | ВАТ "Алчевський металургійний комбінат", голова профспілкового комітету доменного цеху                                                                                             |
| б/м                                      | Комаревцева Людмила Миколаївна     | 05.11.2010            | вища    | член Партії регіонів                            | Донбаський державний технічний університет, доцент кафедри "Електричні машини та апарати"                                                                                          |
| б/м                                      | Чуниха Микола Ілліч                | 05.11.2010            | вища    | член Партії регіонів                            | Алчевська міська рада, секретар міської ради |
| б/м                                      | Єфімов Олександр Олександрович     | 05.11.2010            | вища    | член Партії регіонів                            | Луганська обласна державна адміністрація, заступник голови з питань житлово-комунального господарства та будівництва                                                               |
| б/м                                      | Бурлачко Леонід Герасимович        | 05.11.2010            | вища    | член Партії регіонів                            | ВАТ "Алчевський металургійний комбінат", заступник голови профспілкового комітету профспілки металургів і гірників України                                                         |
| б/м                                      | Філатов Максим Анатолійович        | 05.11.2010            | вища    | член Партії регіонів                            | Донбаський державний технічний університет, науковий співробітник кафедри "Електричні машини та апарати"                                                                           |
| б/м                                      | Колосовська Олена Миколаївна       | 05.11.2010            | вища    | член Партії регіонів                            | Управління освіти Алчевської міської ради, начальник управління освіти м. Алчевська                                                                                                |
| б/м                                      | Шульга Ігор Борисович              | 05.11.2010            | вища    | член Партії регіонів                            | Донбаський державний технічний університет, старший викладач |
| б/м                                      | Дуванський Олександр Володимирович | 05.11.2010            | вища    | член Партії регіонів                            | ВАТ "Алчевський металургійний комбінат", заступник начальника доменного цеху з реконструкції                                                                                       |
| б/м                                      | Стефаненко Валерій Анатолійович    | 05.11.2010            | вища    | член Партії регіонів                            | Мале приватне багатогалузеве підприємство "СВІТА", директор |
| б/м                                      | Кравцов Дмитро Сергійович          | 05.11.2010            | вища    | член Партії регіонів                            | фізична особа-підприємець |
| б/м                                      | Макєєва Надія Вікторівна           | 05.11.2010            | вища    | член Партії регіонів                            | Виконавчий комітет Алчевської міської ради, начальник відділу організаційного забезпечення роботи алчевської міської ради                                                          |
| б/м                                      | Русаков Василь Васильович          | 05.11.2010            | вища    | член Партії регіонів                            | Мале спільне багатопрофільне підприємство "Вега – 7 Лиманський ринок", директор |
| б/м                                      | Мурашов Валерій Леонідович         | 05.11.2010            | середня | член Партії регіонів                            | Приватне підприємство "Санрайс", заступник директора |
| б/м                                      | Шаповалова Світлана Іванівна       | 05.11.2010            | вища    | член Партії регіонів                            | Об’єднаний комітет органів самоорганізації населення, голова |
| б/м                                      | Захарченко Ігор Анатолійович       | 05.11.2010            | вища    | член Партії регіонів                            | КУ Алчевська центральна міська лікарня, завідувач відділення хірургії № 1 |
| б/м                                      | Ульяницький Ігор Станіславович     | 05.11.2010            | вища    | член Партії регіонів                            | ВАТ "Алчевськкокс", заступник генерального директора з охорони праці та охорони навколишнього середовища                                                                           |
| б/м                                      | Галига Валентин Федосійович        | 09.07.2013            | вища    | член Партії регіонів                            | Алчевська міська рада, начальник інформаційно-аналітичного відділу виконкому |
| 1                                        | Усиков Андрій Валентинович         | 05.11.2010            | вища    | член Партії регіонів                            | ВАТ "Алчевський металургійний комбінат", нагрівальник металу |
| 2                                        | Надточий Сергій Васильович         | 05.11.2010            | вища    | член Партії регіонів                            | ВАТ "Алчевський металургійний комбінат", товстолистовий цех №2, майстер стана |
| 3                                        | Кондруцький Василь Іванович        | 05.11.2010            | вища    | член Партії регіонів                            | КП "Алчевськпастранс", заступник директора |
| 4                                        | Кононенко Геннадій Йосипович       | 05.11.2010            | вища    | член Партії регіонів                            | Виконавчий комітет Алчевської міської ради, керуючий справами |
| 5                                        | Геращенко Валерій Олександрович    | 05.11.2010            | вища    | член Партії регіонів                            | фізична особа-підприємець |
| 6                                        | Трубников Сергій Іванович          | 05.11.2010            | вища    | член Партії регіонів                            | ВАТ "Алчевськкокс", заступник генерального директора з побуту |
| 7                                        | Хачатрян Роман Ашхарікович         | 05.11.2010            | вища    | член Партії регіонів                            | ВАТ "Алчевськкокс", цех уловлювання, начальник |
| 8                                        | Савельєв Леонід Анатолійович       | 05.11.2010            | вища    | член Партії регіонів                            | ВАТ "Алчевський металургійний комбінат", інженер з автоматичних систем управління виробництвом                                                                                     |
| 9                                        | Шеншин Андрій Афанасійович         | 05.11.2010            | вища    | член Партії регіонів                            | ВАТ "Алчевськкокс", залізничнодорожний цех, майстер |
| 10                                       | Квасов Віктор Олексійович          | 05.11.2010            | вища    | член Партії регіонів                            | Донбаський державний технічний університет, молодший науковий співробітник кафедри «Електричні машини та апарати»                                                                  |
| 11                                       | Пронін Валерій Миколайович         | 05.11.2010            | вища    | член Партії регіонів                            | пенсіонер |
| 12                                       | Полевков Олександр Іванович        | 05.11.2010            | вища    | член Партії регіонів                            | ВАТ "Алчевський металургійний комбінат", товстолистовий цех №2, слюсар-ремонтник                                                                                                   |
| 13                                       | Августинович Олег Альбертович      | 05.11.2010            | вища    | член Партії регіонів                            | ВАТ "Алчевський металургійний комбінат", начальник виробничо-технічного бюро цеху з ремонту та налагоджування електроустаткування і автоматики                                     |
| 14                                       | Коломійчук Олександр Петрович      | 05.11.2010            | вища    | член Партії регіонів                            | Алчевський обласний онкологічний диспансер, головний лікар |
| 15                                       | Михайлов Юрій Олександрович        | 05.11.2010            | вища    | член Партії регіонів                            | Комунальний заклад "Алчевська міська дитяча лікарня", головний лікар |
| 16                                       | Саклаков Володимир Вікторович      | 05.11.2010            | вища    | член Партії регіонів                            | ВАТ "Алчевський металургійний комбінат", начальник караулу загону Відомчої Воєнізованої Охорони                                                                                    |
| 17                                       | Ковкін Костянтин Олександрович     | 05.11.2010            | вища    | член Партії регіонів                            | ВАТ "Алчевськкокс", начальник відділу корпоративних відносин |
| 18                                       | Корнієнко Сергій Володимирович     | 05.11.2010            | вища    | член Партії регіонів                            | тимчасово не працює |
| 19                                       | Держій Іван Миколайович            | 05.11.2010            | вища    | член Партії регіонів                            | Алчевська міська рада, начальник відділу у справах дітей |
| 20                                       | Пак Віктор                         | 05.11.2010            | вища    | член Партії регіонів                            | Комунальний заклад "Алчевська інформаційно-технологічна гімназія", директор |
| 21                                       | Чаплюк Володимир Васильович        | 05.11.2010            | вища    | член Партії регіонів                            | Алчевський міський центр зайнятості, директор |
| 22                                       | Соркін Геннадій Михайлович         | 05.11.2010            | вища    | член Партії регіонів                            | Обласний комітет профспілки працівників освіти та науки Луганської області, голова                                                                                                 |
| 23                                       | Дейнего Владислав Миколайович      | 05.11.2010            | середня | член Партії регіонів                            | Комунальне науково-виробниче підприємство "Інформаційний центр", виконувач обов’язки директора                                                                                     |
| 24                                       | Салахудінов Павло Анатолійович     | 05.11.2010            | вища    | член Партії регіонів                            | тимчасово не працює |
| 25                                       | Гусєва Оксана Миколаївна           | 05.11.2010            | середня | член Партії регіонів                            | ВАТ "Алчевський металургійний комбінат", доменний цех, інспектор з кадрів |
| 26                                       | Бичов Дмитро Олександрович         | 05.11.2010            | вища    | член Партії регіонів                            | Донбаський державний технічний університет, студент |
| 27                                       | Білий Олександр Євгенович          | 05.11.2010            | вища    | член Партії регіонів                            | ВАТ "Алчевський металургійний комбінат", доменний цех, горновий доменної печі |
| 28                                       | Околєлов Олексій Юрійович          | 05.11.2010            | вища    | член Партії регіонів                            | Донбаський державний технічний університет, кафедра "Теорії і практики перекладу германських і романських мов", інженер ІІ категорії                                               |
| 29                                       | Сапєльников Олександр Якович       | 05.11.2010            | вища    | член Партії регіонів                            | Комунальний заклад "Алчевський пологовий будинок", головний лікар |
| 30                                       | Бурлачко Ольга Карменівна          | 05.11.2010            | вища    | член Партії регіонів                            | ВАТ "Алчевський металургійний комбінат", завідувачка відділу з культурно-масової та спортивно-оздоровчої роботи у профспілковому комітеті профспілки металургів і гірників України |
| Політична партія "Сильна Україна"        |                                    |                       |         |                                                 | |
| б/м                                      | Робочий Олексій Романович          | 05.11.2010            | вища    | член Політичної партії "Сильна Україна"         | ТОВ "Кронверк", інженер-будівельник |
| б/м                                      | Филипченко Олександр Миколайович   | 05.11.2010            | вища    | член Політичної партії "Сильна Україна"         | Алчевське міське управління головного управління Міністерства надзвичайних ситуацій в Луганській області, начальник управління                                                     |
| Політична партія "Фронт Змін"            |                                    |                       |         |                                                 | |
| б/м                                      | Новиков Валерій Олександрович      | 05.11.2010            | вища    | член Політичної партії "Фронт Змін"             | тимчасово не працює |
| Прогресивна соціалістична партія України |                                    |                       |         |                                                 | |
| б/м                                      | Кириченко Микола Єгорович          | 05.11.2010            | вища    | позапартійний                                   | пенсіонер |
| б/м                                      | Кучер Геннадій Якович              | 05.11.2010            | середня | член Прогресивної соціалістичної партії України | тимчасово не працює |